# 杉山頴男
杉山 頴男（すぎやま ひでお、1946年 - ）は、週刊プロレス、格闘技通信初代編集長。ベースボール・マガジン社を1998年
で退社し、杉山頴男事務所を設立。武道通信を発刊する。静岡県沼津市出身。

## 週刊プロレスから武道通信 へ
「移民国家アメリカの典型的格差社会ならいざしらず、当時、世界一級の教育レベルを持つ日本の青少年が、なぜにプロレスに夢中になるか」――（月刊）プロレス編集長時代の杉山自らの設問であった。ファン雑誌にありがちなマニア志向でない週刊プロレスはプロレスブームを牽引した。
「なぜにプロレスに夢中になるか」の設問を解いた証しとし、杉山は格闘技通信を創刊。総合格闘技の興隆の源流となった。
日本の格闘技の源流に古流武術があり、武士のエートスがあると知った杉山は、瓦解していく日本を救えるのは武士道精神しかないと、武道通信を創刊する。

## 杉山頴男事務所
武道通信本のオンラン本ほか兵頭二十八絶版本などのオンライン本。ネット私塾「兵頭二十八 読書余論」。無料メルマガ「武道通信かわら版」。杉山頴男ネット私塾（有料メルマガ）「武士の女の品格」「編集は時代の精神との格闘だ」（月２回）を配信。2012年2月、各50回をもって終了。

## 週刊武道通信TV
杉山が編集長の役割りとなった『週刊 武道通信TV』は、日本文化チャンネル桜（スカパー!767ch）で2005年10月スタートした。格闘技、プロレスのニュース、佐山聡のコーナー「虎の穴」のほか毎週、ゲストを招く。
第一回目のゲストの東孝（大道塾）に続き、安藤毎夫（合気道）、日野章（古流武術）、シーザー武志（シュートボクシング）など、杉山が「格闘技通信」「武道通信」で出会った旧知の格闘家、武術家を招いた。格闘家、武術家のほか兵頭二十八、藤岡弘、夢枕獏、高山武士、野呂田秀夫ら軍事研究家、作家、俳優、刀剣研究家、メディカルドクターなど多彩な顔ぶれが並んだ。
＜武術家＞田中光四郎、島津兼冶、井出幹雄、田辺哲人、猪狩元秀、風間健ら。
＜格闘家＞太田章、山口香、田村潔司、藤原敏男、船木誠勝ら。
日本文化チャンネル桜の経営事情から2007年3月、スカパー!241chに移り、毎週から隔週刊に。タイトルも「魁！武道通信TV」と変わった。2008年4月、さらに放送時間が短くなり、「魁！武道通信TV」は時間枠から外れている。（女性の編集員（ニュース・キャスター）は高野はなえ、平戸ゆか 扇さやと三代）。

## ブログ『草莽・杉山奮戦記』
サイト「武道通信」開設以来の杉山のコラム『煙管の一服』が、2001年参議院選挙に新自由連合（比例区）から出馬した際、インターネットでの選挙活動として『草莽・杉山奮戦記』に変わる。
2007年から「戰後レジームの脱卻を個人の領域でできることは成すべきとの判斷」から旧漢字、旧かなで書き始める。同年12月、サイバー・テロで過去のデータは破壊されるが、以後も書き続ける。
サイト「日本武道具」のブログとして『煙管のけむり』を2000年から、『日本刀―日本人の自画像』（英訳つき）を2007年から書き続けている。

## 評価
ノンフィクション作家の柳澤健は『格闘技通信』誌初代編集長の杉山について、雑誌の売り上げを伸ばしたいばかりにUWFは結末の決まったショーと知りながら誌面上では真剣勝負の格闘技と読者を欺いた責任は重い、としている。

## 著書
- 「使ってみたい武士の作法」並木書房2008年9月刊
- 「サムライと日本刀 土方歳三からの言伝て」並木書房 2009年7月刊
- 「使ってみたい武士の作法＜増補版＞2010年9月刊
- 「真似てみたい武士の妻の作法」並木書房　2011年3月刊
- 「武女　乱世を生きた夫婦の絆」柏書房　　2012年5月刊

## プロデュース＆コーディネーター本
- 「あたらしい武士道 軍学者の町人改造論」兵頭二十八 新紀元社
- 「精解・五輪書 宮本武蔵の戦闘マニュアル」兵頭二十八 新紀元社
- 「海ゆかばを歌ったことがありますか」 小川寛大 H&I
- 「日本の戦争 Q&A」 兵頭二十八 光人社
- 「東京裁判の謎を解く」 別宮暖朗 兵頭二十八・共著 光人社
- 「大東亜戦争の謎を解く」別宮暖朗 兵頭二十八・共著 光人社
- 「属国の防衛革命」 太田述正 兵頭二十八・共著 光人社
- 「達人主義 日野晃」 ベースボール・マガジン社
- 「格闘家のためのメディカルケア 野呂田秀夫」 ベースボール・マガジン社
- 「軍歌と日本人」 宝島社
- 兵頭二十八著の文庫版「日本海軍の爆弾」「有坂銃」「地獄のＸ島で米軍と戦　い、あくまでも持久する方法」光人社
- 「新解　函館戦争」兵頭二十八　元就出版社